# Typhloligidium karabijajlae
Typhloligidium karabijajlae is een pissebed uit de familie Ligiidae. De wetenschappelijke naam van de soort is voor het eerst geldig gepubliceerd in 1962 door Borutzkii.